# Heteronychus licas
Heteronychus licas är en skalbaggsart som beskrevs av Johann Christoph Friedrich Klug 1835. Heteronychus licas ingår i släktet Heteronychus och familjen Dynastidae. Inga underarter finns listade i Catalogue of Life.